# Museu do Povo Galego

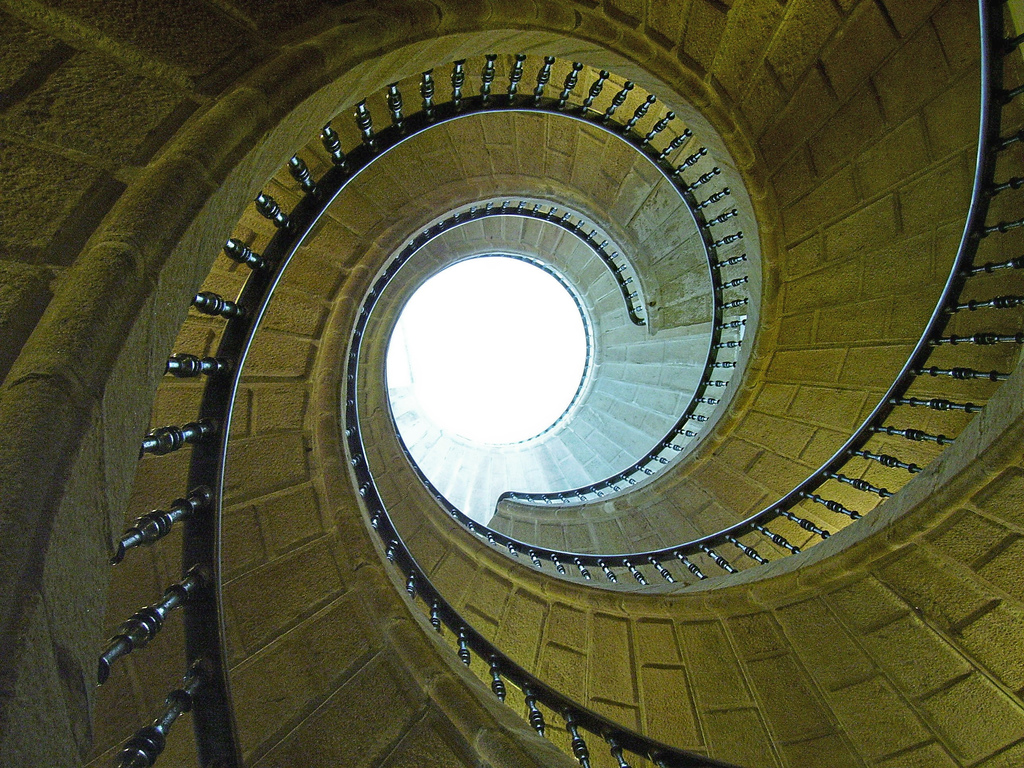
Escada interior do museu

O Museu do Povo Galego (em galego: Museo do Pobo Galego) abriu suas primeiras salas em 1977 no antigo Convento de San Domingos de Bonaval, na cidade de Santiago de Compostela, Galiza, Espanha, no lugar conhecido como Porta do Caminho.

## História
O Museu do Povo Galego foi criado em 1976, e abriu suas primeiras salas ao ano seguinte.
A 22 de maio a de 1993, a Junta da Galiza reconheceu o Museu do Povo Galego como "centro sintetizador dos museus e coleções antropológicas da Galiza", considerando que "não somente age de fato como referente e estímulo para a criação de outros museus e coleções de caráter semelhante em  toda a Galiza, senão que pode ser considerado como essa cabeceira espiritual e simbólica da rede de museus antropológicos da Galiza".
O Museu conta com as seguintes salas permanentes: O Mar, O Campo, Os ofícios, Música, Traje, Habitat e Arquitetura e Sociedade, memória e tradição. Estas oferecem uma visão sintética da sociedade galega tradicional, um compêndio da diversidade da Galiza.
Dispõe ainda de espaços de exposição temporária, de um auditório e dos serviços de biblioteca, videoteca, arquivo gráfico e sonoro, administração e departamento de educação e ação cultural.
Foi-lhe outorgado em 2008 o Premio Nacional de Cultura tradicional e de base, um dos prêmios que integram os Prêmios Nacionais da Cultura Galega.